# 托波里夫齊 (車尼夫契州)
48°23′6″N 26°5′26″E / 48.38500°N 26.09056°E

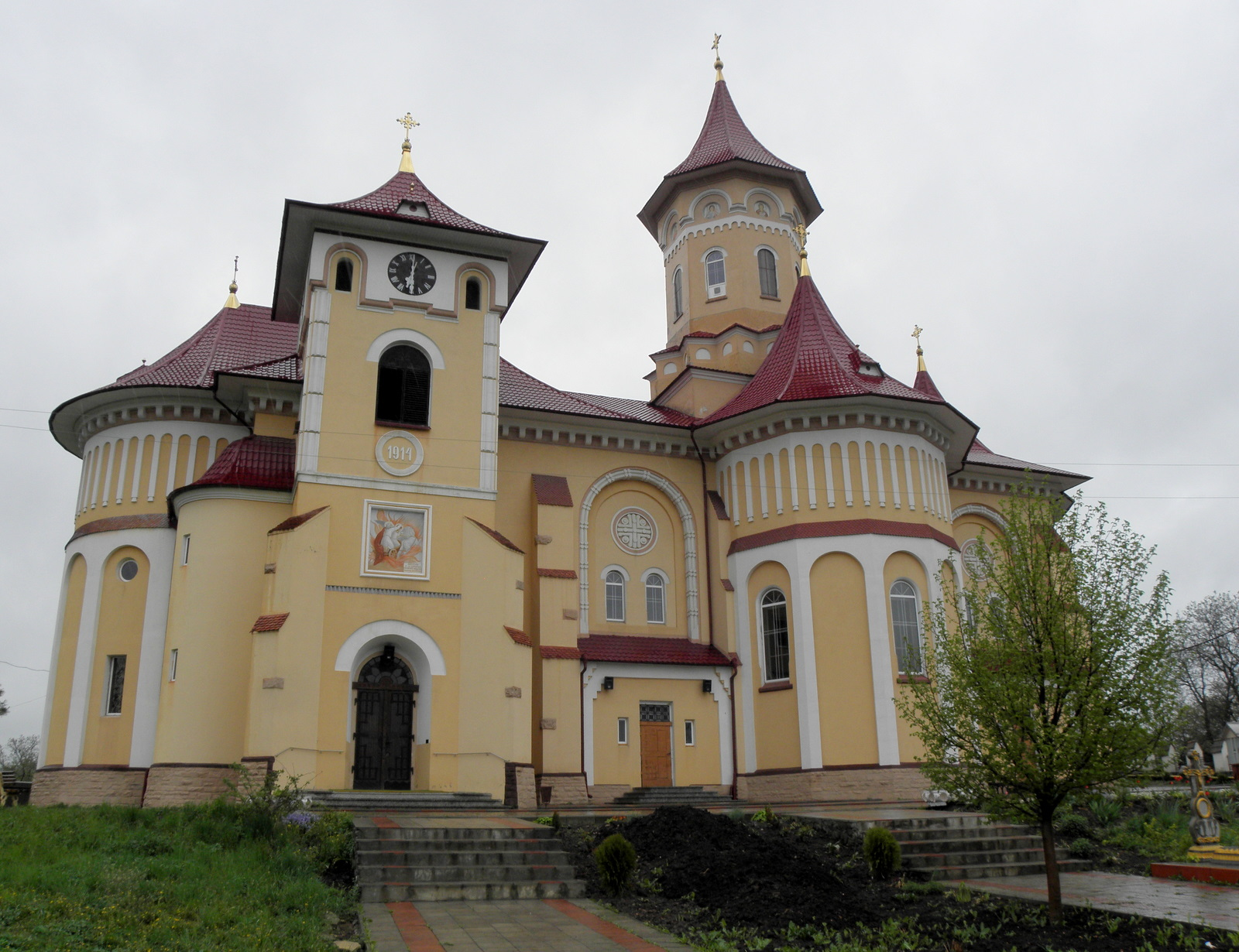
教堂

托波里夫齊（羅馬化：Toporivtsi）是位於烏克蘭西南部的村莊，由切爾諾夫策州切爾諾夫策區的托波里夫齊市鎮負責管轄，並為該市鎮的行政中心。該村處於胡基夫河畔，海拔高度233米，人口4,425。